# Islands (Mike Oldfield)
Islands és l'11è àlbum de Mike Oldfield, publicat el 28 de setembre de 1987 per Virgin al Regne Unit. Els cantants convidats de l'àlbum són Bonnie Tyler, Kevin Ayers, Anita Hegerland, Max Bacon i Jim Price. Es va utilitzar una llista de cançons i una portada diferents per a l'edició americana.

## Vídeos musicals, productors i cantants
Islands també es va publicar com a àlbum de vídeo VHS de llarga durada. Per a cada tema es va fer i es va publicar un vídeo, sovint barrejant imatges d'última generació (per a l'època) generades per ordinador amb imatges de la vida real. Això es va publicar com a part del vídeo The Wind Chimes.
L'àlbum compta amb el major nombre de coproductors de tot el treball d'Oldfield; La producció va ser a càrrec de Michael Cretu (més tard famós per Enigma), Geoffrey Downes, Tom Newman, Simon Phillips, Alan Shacklock i el mateix Oldfield. Els cantants de l'àlbum són Bonnie Tyler, Kevin Ayers, Anita Hegerland, Max Bacon i Jim Price.

## Il·lustració de l'àlbum
L'il·lustració de la portada del Regne Unit era d'una illa tropical i amagades al mar dels voltants hi ha un gran nombre de formes de mans. Les imatges de mans es basen en un fotograma fixe del vídeo de format llarg publicat al mateix temps que l'àlbum; un parell d'escenes del vídeo, que es va rodar principalment a Bali, presenten un grup d'autòctons fent una dansa ritual que implica moviments amb la mà. La portada americana és completament diferent; mostra dues formes de cub. La fotografia al dors de la versió nord-americana era de Jerry Uelsmann.

## Llista de pistes
Tots els temes composts per Mike Oldfield.
| Alliberament al Regne Unit de 1987 Cara A 1. "The Wind Chimes (Part One and Part Two)" – 21:49 Cara B 1. "Islands" – 4:19 2. "Flying Start" – 3:36 3. "North Point" – 3:33 4. "Magic Touch" (New Jim Price Vocal) – 4:14 5. "The Time Has Come" – 3:51 6. "When the Night's on Fire" (Bonus track a la versió en CD) – 6:41 | Alliberament original als Estats Units de 1988 Cara A 1. "The Wind Chimes (Part one)" – 2:33 2. "The Wind Chimes (Part two)" – 19:14 Cara B 1. "Magic Touch" (Original Max Bacon vocal) – 4:14 2. "The Time Has Come" – 3:51 3. "North Point" – 3:31 4. "Flying Start" – 3:36 5. "Islands" – 4:19 |

## Personal
- Mike Oldfield - guitarres, Guitarra elèctrica Danelectro a Flying Start, baix, teclats, percussió, veu
- Micky Moody - guitarres elèctriques
- Rick Fenn - guitarres acústiques i elèctriques
- Phil Spalding - baix
- Mickey Simmonds - teclats
- Anita Hegerland - veu (a "The Wind Chimes", "North Point", "The Time Has Come", "When the Night's on Fire")
- Bonnie Tyler - veu (a "Islands")
- Kevin Ayers - veu (a "Flying Start")
- Max Bacon - veu (a "Magic Touch" [1988 US Issue]; cors a "Islands")
- Jim Price - veu (a "Magic Touch" [edició britànica de 1987])
- Mervyn Spence - (veus a "Magic Touch")
- Raf Ravenscroft - saxo (a "Islands")
- Andy Mackay - saxo, oboè
- Björn J:son Lindh - flauta (a "The Wind Chimes")
- Simon Phillips - bateria (a "The Wind Chimes")
- Pierre Moerlen - bateria, vibracions
- Tony Beard - bateria
- Benoit Moerlen - vibracions, percussió

## Senzills
Es van publicar quatre senzills de l'àlbum, dos dels quals es van publicar el 1987, "Islands" (com Mike & Bonnie) i "The Time Has Come", i dos el 1988, "Flying Start" i "Magic Touch".

## Gràfics

### Gràfics setmanals
| Gràfic (1987)                        | Màxima posició |
| ------------------------------------ | -------------- |
| Alemanya àlbums (Offizielle Top 100) | 9              |
| Àustria àlbums (Ö3 Austria)          | 10             |
| Espanya (PROMUSICAE)                 | 4              |
| Noruega àlbums (VG-lista)            | 9              |
| Països Baixos àlbums (Album Top 100) | 71             |
| Suècia àlbums (Sverigetopplistan)    | 12             |
| Suïssa àlbums (Schweizer Hitparade)  | 4              |
| UK Albums (OCC)                      | 29             |
| US Albums Billboard                  | 138            |

### Gràfics de final d'any
| Gràfic (1988)                 | Posició |
| ----------------------------- | ------- |
| Alemanya (Offizielle Top 100) | 75      |

El senzill més important a Europa va ser el tema principal, "Islands", que va ser cantat per Bonnie Tyler. En els Estats Units, "Magic Touch" va ser un dels 10 millors èxits de la llista Billboard Hot Mainstream Rock Tracks a principis de 1988.